# Џуди Шајндлин
Џудит Сузан Џуди Шајндлин (енгл. Judith Susan "Judy" Sheindlin; Бруклин, 21. октобар 1942) је амерички адвокат, телевизијска личност, продуцент и аутор. У свету позната по својој ТВ емисији, ријалитију Судија Џуди која се непрекидно емитује од 1996. године.

## Каријера
Након што је завршила студије и положила правосудни испит 1965. године, постала је тужилац у породичном суду на Менхетну. 1982. године градоначелник Њујорка, Еди Кокс је именовао за судију, прву у кривичном суду а 1986. као главни судија породичног суда на Менхетну. 1993. године њено говорништво у породичном суду је постало јавно познато јер је доспела у Лос Анђелес Тајмс Након тога се први пут појавила на ЦБС телевизији у ријалити програму 60 минута. После преко 20.000 суђења, 1996. године одлази у пензију, бар што се тиче матичног занимања.

### ТВ мега-звезда
Ипак далеко од тога да је престала да ради. Напротив, њена популарност од тада је све већа и већа. Од 16. септембра 1996. године креће њена ријалити емисија под називом Судија Џуди. Од те године ова емисија се непрекидно емитује, пре свега на ЦБС телевизији али су многе ТВ куће широм света купиле права на емитовање. Емисија је у ствари симулирана судница у којој Судија Џуди одлучује о споровима у стварном животу. Њој се приписује увођење бруталног приступа у судски жанр, иако је касније било покушаја копирања. Ипак Шајндлерова емисија траје много дуже од свих осталих па је стога уписана и у Гинисову књигу рекорда 2015. године. Емисија је Шајндлиновој донело прегршт награда, између осталих и Холивудску стазу славних у фербуару 2006. До 2011. године емисија је 14 пута узастопно номинована за Дејтам Еми награду али ју је освојила тек 2013. године на својој 15. номинацији. То је прва вишегодишња судска емисија која је освојила ову престижну награду. Од самог почетка емисија је била међу најгледанијим програмима, достижући дневну гледаност и до 10 милиона људи. Од свих дневних емисија имала је највећу гледаност у трећој (1998-1999) и петој сезони (2000-2001), а на прво место се вратила у 14. сезони и ода тада се непрекидно налази на првом месту. У 16. сезони добила је највишу оцену од свих дневних програма.

### Зарада
Године 2005. Џудина је зарађивала 15 милиона долара годишње. Почетком 2007. године њена укупна зарада била је 95 милиона долара, и била рангирана је на 13. месту у Форбсовој листи међу женама забављачима. Јула 2010. године, када је обновила свој уговор, њена зарада је повећана на 45 милиона долара годишње. 2012. године била је најплаћенија личност на телевизији, зарађујући дневно 123.000 $ У октобру 2013. године је објављено да је Џуди поново најплаћенија ТВ звезда, која за своју емисију Судија Џуди зарађује 47 милиона долара годишње, што значи нешто више од 900.000 долара по радном дану (пошто ради 52 дана годишње). Рекламе у овој емисији годишње вреде око 230 милиона долара. На Форбсовој листи 2017. године славних личности се и даље налази Џуди као најстарија особа на њој са 74 године.

### Публикације
Џуди Шајндлин је ауторка седам књига. Прву књигу издала је 1995. године под називом "Не пишај на мојој нози и реци ми је киша", у којој даје увид то зашто породични суд не успева да утиче на разбијене породице. Њена прва дечија књига "Уби или издуби од онога ког сте изабрали" је издала 2000. године, а већ следеће и књигу "Не можете судити о књизи по њеном наслову". Обе књиге су осмишљене за помоћ родитељима да уче децу основним моралним вредностима. Њена трећа књига "Задржи једноставност, будало: паменији си него што изгледаш" дели њена размишљања о решавању свакодневних породичних проблема. У наставку је листа њених 7 књига:
- (1996). Не пишај на мојој нози и реци ми да је киша.[11]
- (1999). Лепота Баде, глуп је заувек.[11]
- (2000). Задржи једноставност, будало: паметнији си него што изгледаш.[11]
- (2000). Уби или изгуби од онога кога сте изабрали.
- (2001). Ти си паметнији него што изгледаш: некомпликовање веза у компликованим временима.
- (2013). Шта би Џуди рекао? Висок водич за живот заједно са интересима.
- (2014). Шта би Џуди рекла: Буди јунак сопствене приче

## Приватан живот
Године 1964. се удала за Роналда Левија, који је био тужилац у малолетничком суду. Преселили су се у Њујорк, где су добили двоје деце Џејми и Адама. Развели су се 1976. године после 12 година брака. 1977. године се удала за судију Џерија Шајндлина. Развели су се 1990. године, делимично као резултат стреса који је Џуди преживела после смрти њеног оца. Ипак поново су се венчали следеће године. Из тог брака има троје деце и 13 унучића.
Џуди има некретнине у неколико држава, укључујући Конектикат, Њујорк, Флорида и Вајоминг. Сваке друге недеље долази у Лос Анђелес по два до четири дана да би снимила емисију Судија Џуди. Због тога је у мају 2013. године купила вилу на Беверли Хилсу за 10,7 милиона долара.
Не воли да износи политичке изразе и није регистрована нити у једној политичкој партији.